# 小行星1803
小行星1803（1803 Zwicky）是一颗围绕太阳公转的小行星。1967年2月6日，保羅·維爾特在齐美尔瓦尔德发现了此天体。
該小行星以瑞士天文學家弗里茨·史維基命名。
这颗小行星的绝对星等为253.77417等。